# William Hartston
William Roland Hartston (* 12. August 1947 in London) ist ein englischer Schachspieler und Autor. 

## Leben
William Hartston studierte Mathematik an der University of Cambridge.
Im Jahr 1973 wurde ihm von der FIDE der Titel Internationaler Meister verliehen. Er gewann die Britische Meisterschaft 1973 (nach Stichkampf mit Michael Basman) und 1975. 
Seine Elo-Zahl beträgt 2430 (Stand: August 2014), er wird jedoch als inaktiv geführt, da er seit 1987 keine gewertete Partie mehr gespielt hat. Seine höchste Elo-Zahl von 2485 erreichte Hartston im Januar 1979.
Hartston war auch als Schachjournalist unter anderem für die BBC tätig, war Kolumnist für den Daily Express und verfasste zahlreiche Schachbücher sowie populärwissenschaftliche Werke.
Er war zeitweise mit der Schachgroßmeisterin Jana Bellin verheiratet.

## Turniererfolge
- Hastings 1972/73: 3. Platz
- Sarajevo 1976: 1. Platz

## Nationalmannschaft
Er spielte für die englische Mannschaft bei den Schacholympiaden 1966, 1970, 1972, 1974, 1976 und 1978. Mit der Mannschaft erreichte er 1976 in Haifa den dritten Platz, in der Einzelwertung war er 1970 in Siegen erfolgreichster Spieler am dritten Brett. Außerdem nahm er an den Mannschaftseuropameisterschaften 1973, 1977, 1980 und 1983 teil und erreichte als bestes Ergebnis 1980 in Skara den dritten Platz.

## Vereine
Hartston spielte für die Mannschaft der University of Cambridge. Mit dieser nahm er am European Club Cup 1987/88 teil, scheiterte jedoch in der ersten Runde am FC Bayern München, wobei Hartston Stefan Kindermann mit 0,5:1,5 unterlag.

## Werke (Auswahl)
- How to cheat at chess: everything you always wanted to know about chess, but were afraid to ask. London 1976. ISBN 1857440994.
- The kings of chess: a history of chess traced through the lives of its greatest players. London 1985. ISBN 0907516785.
- The Guinness book of chess grandmasters. Enfield 1996. ISBN 0851125549.
- Mr. Hartston's most excellent encyclopaedia of useless information. London 2006. ISBN 9781843581604.
- Brilliant chess. London 2011. ISBN 9781444135794.
- The bumper book of things nobody knows: 1001 mysteries of life, the universe and everything. London 2017. ISBN 9781786490742.